# Botryllophilus norvegicus
Botryllophilus norvegicus är en kräftdjursart som beskrevs av Schellenberg 1921. Botryllophilus norvegicus ingår i släktet Botryllophilus och familjen Ascidicolidae. Inga underarter finns listade i Catalogue of Life.